# 中馬のおひなさん

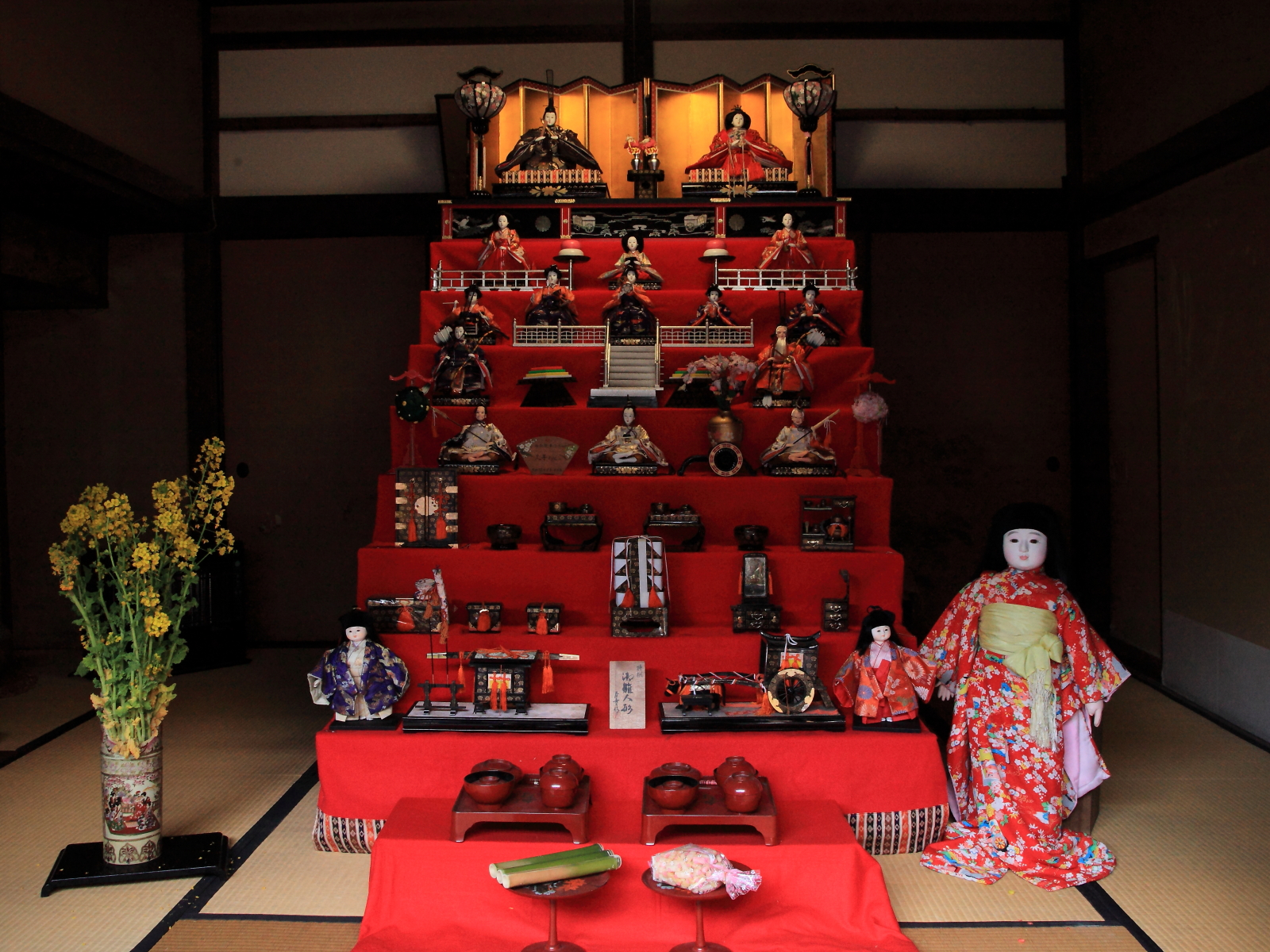
雛人形（かゑで加東家）

中馬のおひなさん（ちゅうまのおひなさん）は、愛知県豊田市足助地区で、毎年2月上旬から3月上旬に行われるイベントである。

## 概要

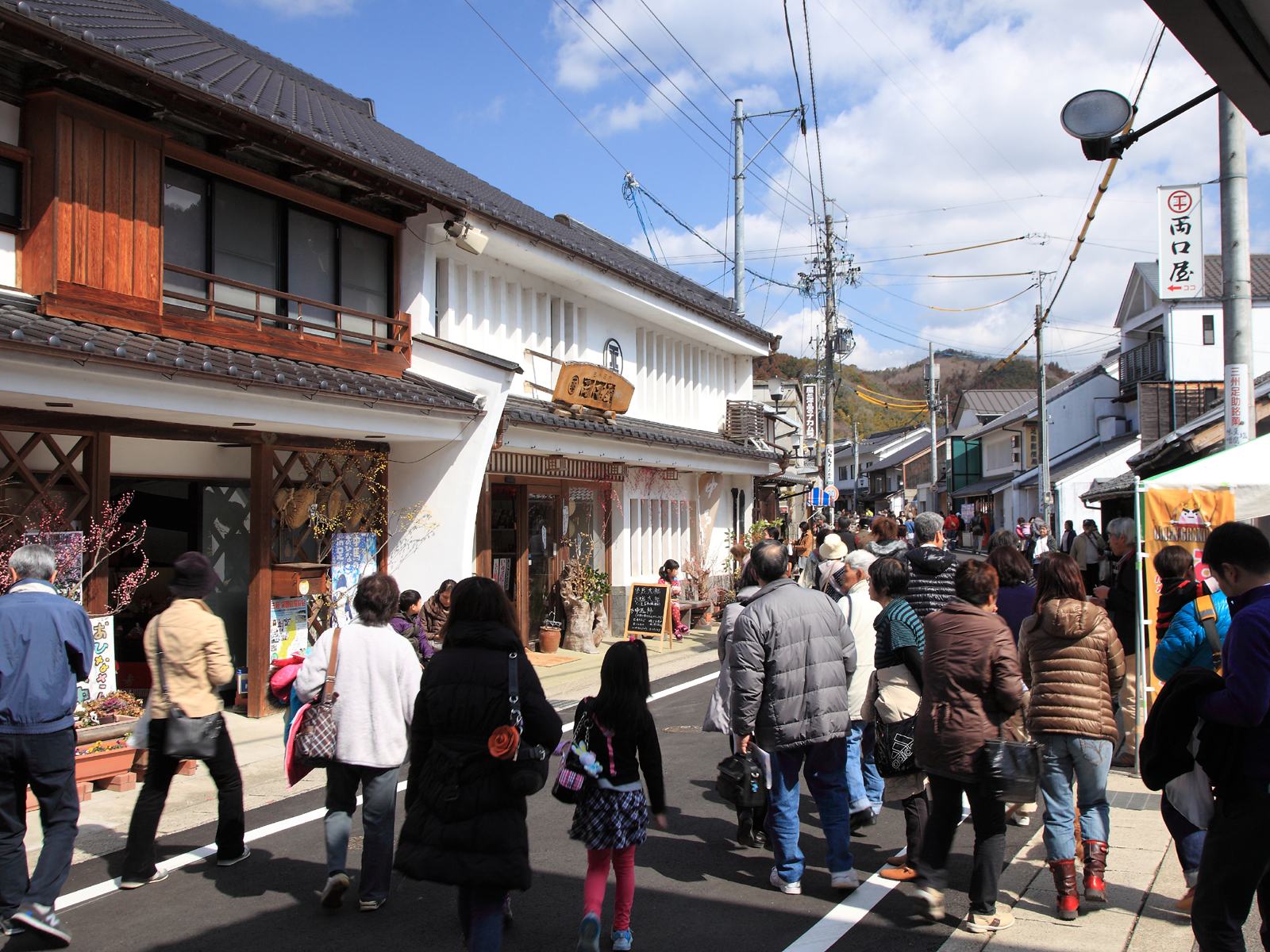
「中馬のおひなさん」の頃のにぎわい（2012年3月3日）

足助町観光協会などの地元有志が設立したAT21倶楽部が企画し1999年から足助川沿いに広がる街道沿いで始めた。足助八幡宮近辺から始まり、香嵐渓や旧街道沿い130軒以上の商店や民家、交流館など約2キロに渡り土雛（つちびな）や内裏雛（だいりびな）、餅花などを飾っている。観光客は古い町並みと雛祭りを楽しむこの地域の春の一大イベントとなっている。観光客は年々増え、約7万人訪れると言われている。
土雛は七福神や源義経、東郷元帥など様々な物がある。また内裏雛は、古い物は江戸時代から現代の人形まである。
足助町はかつて過疎地域に指定された。しかし、香嵐渓など地域にある観光資源を掘り起こし、地域が一体となって町おこしを成功させている実績は高く評価されている。

## 受賞歴
- 2003年
  - （財）地域活性化センター 第7回ふるさとイベント大賞 文化・交流部門賞受賞
- 2006年
  - 国土交通省 地域づくり表彰 国土交通大臣賞（AT21倶楽部）

## 交通アクセス
- 公共交通機関
  - 名鉄名古屋本線・東岡崎駅下車、名鉄バス『香嵐渓バス停』下車（バスの乗車時間は約70分）
  - 名鉄三河線・豊田線 豊田市駅下車、名鉄バス『香嵐渓バス停』下車（バスの乗車時間は約50分）
  - 名鉄三河線・猿投駅下車、さなげ足助バス『香嵐渓』下車（バスの乗車時間は約40分）
  - 愛知環状鉄道・四郷駅下車、さなげ足助バス『香嵐渓』下車（バスの乗車時間は約40分）
- 自動車
  - 東名高速道路名古屋ICから瀬戸長久手道路「長久手IC」下車。猿投グリーンロード「力石IC」より、国道153号で約20分。
  - 東海環状自動車道「豊田勘八IC」下車。国道153号で約20分。豊田東JCT方面からの場合は「豊田松平IC」で下車してもよい。